# Eduardo Robles Gil
Eduardo Robles Gil Orvañanos, né le 18 septembre 1952 à Mexico (Mexique), est un prêtre catholique mexicain, supérieur général de la Légion du Christ de 2014 à 2020.

## Biographie

### Formation
Eduardo Robles Gil étudie à l'Institut Cumbres de Mexico tenu par la Légion du Christ, puis à l'université Anahuac dépendant aussi des Légionnaires du Christ, où il obtient un diplôme en ingénierie industrielle. Il est consacré comme laïc au Regnum Christi en 1975, puis rejoint la Légion du Christ à l'âge de vingt-cinq ans et entreprend ses études de philosophie à l'université grégorienne. Il prononce ses vœux perpétuels en 1981 à Rome et il est ordonné prêtre deux ans plus tard, le 20 août 1983.

### Carrière
Le Père Robles Gil est d'abord supérieur de la maison de formation des consacrés de Regnum Christi pendant deux ans à Madrid, puis il est nommé à la tête de la communauté de Rio de Janeiro pendant quatre ans et ensuite à Viña del Mar au Chili jusqu'en 1990. Il est rappelé à Mexico en 1990 dont il devient le trésorier du territoire jusqu'en 1992. L'année suivante, il est nommé directeur de l'Institut irlandais de Mexico (jusqu'en 2000), école secondaire privée appartenant à la Légion du Christ, et de la formation du mouvement de jeunesse CEYCA (pour l'année 2000-2001). le Père Robles Gil repart pour le Brésil, cette fois-ci dans le sud du pays à Porto Alegre où il travaille à la pastorale de la jeunesse de 2001 à 2004. Il retourne ensuite à Mexico diriger l'école de la CEYCA.
En 2011, le cardinal de Paolis, délégué pontifical chargé de réformer la Légion du Christ atteinte par la révélation des scandales de son fondateur (mort en 2008), le nomme à la commission formée pour la réparation des victimes de Marcial Maciel. En 2013, il est nommé à la tête du territoire du Mexique de la Légion du Christ.
Le Père Robles Gil est élu pour six ans par le troisième chapitre général de la congrégation réuni et présidé par le cardinal de Paolis, comme supérieur général de la Légion du Christ, le 20 janvier 2014, élection confirmée le 6 février suivant par Mgr José Rodríguez Carballo, secrétaire de la Congrégation pour les instituts de vie consacrée et les sociétés de vie apostolique. Son vicaire général est le Père Juan José Arrieta (de nationalité espagnole), avec comme conseillers généraux les PP. Sylvester Heereman (de nationalité allemande) et Jesús Villagrasa (de nationalité espagnole), recteur de l’athénée pontifical Regina Apostolorum, ainsi que le Père Juan Sabadell (de nationalité espagnole). Le Père Gianfranco Ghirlanda SJ (de nationalité italienne) participe au conseil général comme assistant pontifical ad nutum Sanctae Sedis.